# Vanessa Garcia (nghệ sĩ)
Vanessa Garcia là một nhà văn và nghệ sĩ đa ngành người Mỹ gốc Cuba, với những bức tranh và tác phẩm sắp đặt đã được triển lãm trên khắp Hoa Kỳ và Caribê. Phần lớn công việc của cô tập trung vào người Cuba gốc Mỹ và "cấm vận gia đình", một thuật ngữ mà cô đặt ra để mô tả những cảm xúc lẫn lộn mà nhiều gia đình người Mỹ gốc Cuba trải qua do cả tình yêu của họ đối với văn hóa Cuba và sự dè dặt của họ về việc trở lại hòn đảo. Cuốn tiểu thuyết đầu tay của cô, White Light, là một cuốn sách hay nhất năm 2015 của NPR và Giải nhất trong Giải thưởng Sách Latino quốc tế 2016. Những vở kịch gần đây của Vanessa Garcia bao gồm Mùa xuân Cuba; Grace, Sponsored by Monteverde; The Crocodile's Bite; và Amparo.  Bài viết phi hư cấu của Vanessa Garcia đã được xuất bản trên tờ The Guardian, Huffington Post, ESPN, The Rumpus, Miami Herald và nhiều nguồn khác. Vanessa Garcia lấy bằng tiến sĩ tiếng Anh tại Đại học California, Irvine, bằng MFA về tiểu thuyết từ Đại học Miami, và bằng cử nhân lịch sử nghệ thuật và tiếng Anh của trường đại học Barnard.

## Amparo
Amparo, một vở diễn sân khấu nhập vai do Victoria Collado đạo diễn và được sản xuất bởi Havana Club, được lấy cảm hứng từ câu chuyện có thật của gia đình Arechabala ở Cuba. Tác phẩm giới thiệu sự xuất hiện ban đầu của Jose Arechabala trên đất Cuba, thành lập Havana Club Rum của gia đình và chính phủ Cuba cuối cùng đã chiếm giữ công ty, sau đó là sự lưu vong bắt buộc của Arechabalas. Chương trình ra mắt với số lượng khán giả hạn chế ở Miami và New York, và dự kiến sẽ mở rộng tới nhiều khán giả hơn vào năm 2019.

## Ánh sáng trắng
White Light là câu chuyện cuộc đời của nghệ sĩ người Mỹ gốc Cuba Veronica Gonzalez, người được trao cơ hội xâm nhập vào thế giới nghệ thuật gần với cái chết bất ngờ của cha Vanessa Garcia. Câu chuyện lần theo dấu vết của Veronica khi cô bị chia rẽ giữa nhu cầu thương tiếc và áp lực phải tạo ra tác phẩm nghệ thuật mới. Được ca ngợi bởi người đoạt giải Nobel Wole Soyinka vì "nhịp độ và kết cấu trữ tình", White Light lập bản đồ cuộc đấu tranh của một phụ nữ trẻ để chắt lọc nỗi buồn, cơn thịnh nộ và tình yêu của cô trên tranh. Kirkus Nhận xét gọi cuốn tiểu thuyết là "một sự miêu tả sống động, rực rỡ về quá trình sáng tạo, tình yêu của con gái và sự đau khổ không thể ngăn cản của nỗi đau." 